# Бартолинијева жлезда
Бартолинијеве жлезде су парне  алвеоларне жлезде величине грашка које се налазе мало позади у лево и десном од отвора вагине.  Они луче слуз за подмазивање вагине и пандан су Кауперовим булбоуретралним  жлездама код мушкараца. И, док су Бартолинијеве жлезде смештене у површинској перинеалној врећици код жена, булбоуретралне жлезде код мушкарца налазе се у дубокој перинеалној врећици. Дужина изводног канала бертолинијевих жлазда  који се отварају у навикуларној јами, је 1,5 до 2,0 цм .
Канали бертолинијевих жлезда су упарени и отварају се на површини вулве.

## Синоними
Бартолинијеве  жлезде - Бартолинове жлезде -  Веће вестибуларне жлезде

## Историја
Бартолинове жлезде је први пут описао у 17. веку дански анатом Каспар Бартолин Млађи (1655–1738). Неки извори своје откриће погрешно приписују његовом деди, теологу и анатому Каспару Бартолинију Старијем (1585–1629).

## Ембриологија
Током ембрионалног развоја  Бартолинијеве  жлезде се развијају из урогениталног синуса, који поред Бартолинове жлезде, ствара и доњи део вагине и већину њеног епитела.
Тело сваке Бартолинове жлезде је састављено од муцинозних ацинуса обложених једноставним стубастим епителом. Њихови еферентни канали се састоје од прелазног епитела, који се спаја у сквамозни епител док се отвори отварају у вагину.

## Анатомија
Бартолинијеве  жлезде су јајоликог облика, дужине 1,5 cm и ширине 0,5 cm. Налазе се  између вагине и припоја клиториса , који их делимично покрива.  Изводни канал сваке жлезде дугачак је 1,5-2 cm и отвара се бочно до вагиналног отвора, у лабиохименалном жлебу / вагиналном предсобљу ) вулве.
Исхрањује их крвљу спољашња пудендална артерија.
Лимфна дремнажа врши се преко површинске ингвиналне и карличне ганглије.
Инервацију обезбеђује пудендални живац.

## Физиологија
Бартолинове жлезде луче слуз да би обезбедиле вагинално подмазивање током сексуалног узбуђења. Течност која благо влажи лабијални отвор вагине, служи да контакт са овим осетљивим местом на женским гениталијама учини угоднијим.
Течност из Бартхолинијевих жлезда комбинује се са осталим вагиналним секретима као „течност за подмазивање“ у количини од око 6 грама дневно и садржи високе концентрације калијума и ниске концентрације натријума у односу на крвну плазму, и благо је кисела пХ од 4,7.

## Клиничка патологија
Као и друге жлезде у телу   бартхолинијеве жлезде могу да се зачепе и упале што резултира болом.   Ово стање је  познато као бартолинитис или Бартолинова циста.  Бартолинова циста због ограничене дренажа може да се зарази и тада формира апсцес.
Аденокарцином жлезде је редак, а бенигни тумори и хиперплазија су још ређи.  Карцином жлезде   је ретка малигна болест која се јавља код 1% карцинома вулве. На ово можда утиче присуства три различите врсте епителног ткива. Упала Бартолинијевих жлезда може понекад бити слична цистокели.  
- Најчешће болести Бртолинијеве жлезде
- Упала бартолинијеве жлезде (бартолинитис),[14]
- Карцином Бартолинијеве жлезде.[15]
- Апсцес Бартолинијеве жлезде
- Упала Бартолинијевих жлезда може понекад бити слична цистокели